# رزاندا تامس
رُزاندا تامـِس (انگلیسی: Rozonda Thomas؛ زادهٔ ۲۷ فوریهٔ ۱۹۷۱) خواننده و هنرپیشه اهل ایالات متحده آمریکا است که بیشتر به عنوان عضو گروه تی‌ال‌سی شناخته می‌شود. وی از سال ۱۹۹۱ میلادی تاکنون مشغول فعالیت بوده‌است.
او در فیلم روز برفی بازی کرده‌است.